# 航空公園駅

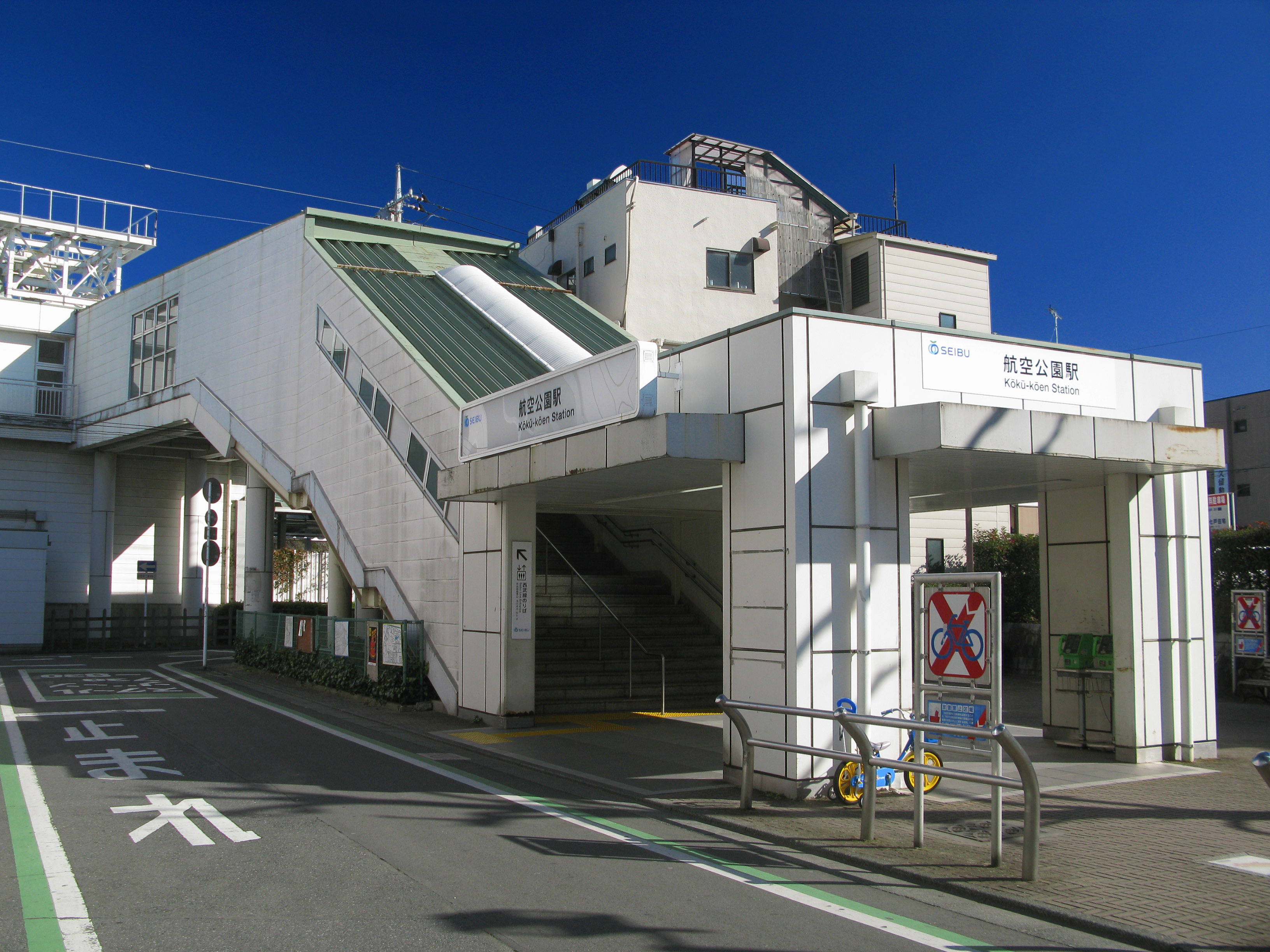
西口（2013年1月）

航空公園駅（こうくうこうえんえき）は、埼玉県所沢市並木二丁目にある西武鉄道新宿線の駅である。駅番号はSS23。

## 歴史
- 1987年（昭和62年）5月28日 - 開業[1]。
  - 西武鉄道の駅としては池袋線練馬高野台駅に次いで2番目に新しく、新宿線の駅としては最も新しい。
- 1998年（平成10年） - 関東の駅百選に選定される[2]。選定理由は「複葉機アンリ・ファルマンをイメージした駅舎で航空発祥の地のシンボルとなる駅」[2]。

## 駅構造
相対式ホーム2面2線を持つ地上駅で、橋上駅舎を有する。
駅舎は、所沢が日本における航空発祥の地であることから、航空機アンリ・ファルマン号をイメージした特徴的なデザインである。また、正横方向（線路方向）から見ると格納庫のようにも見える。「鉄道の日」関東実行委員会による「第二回関東の駅百選」の駅に選定された。
各ホームと改札階を連絡するエスカレーター・エレベーターと、東口地上部と改札階を連絡するエスカレーター、東口・西口地上部と改札階を連絡するエレベーターが設置されている。
トイレは改札内コンコースに立地し、多機能トイレを併設する。

### のりば

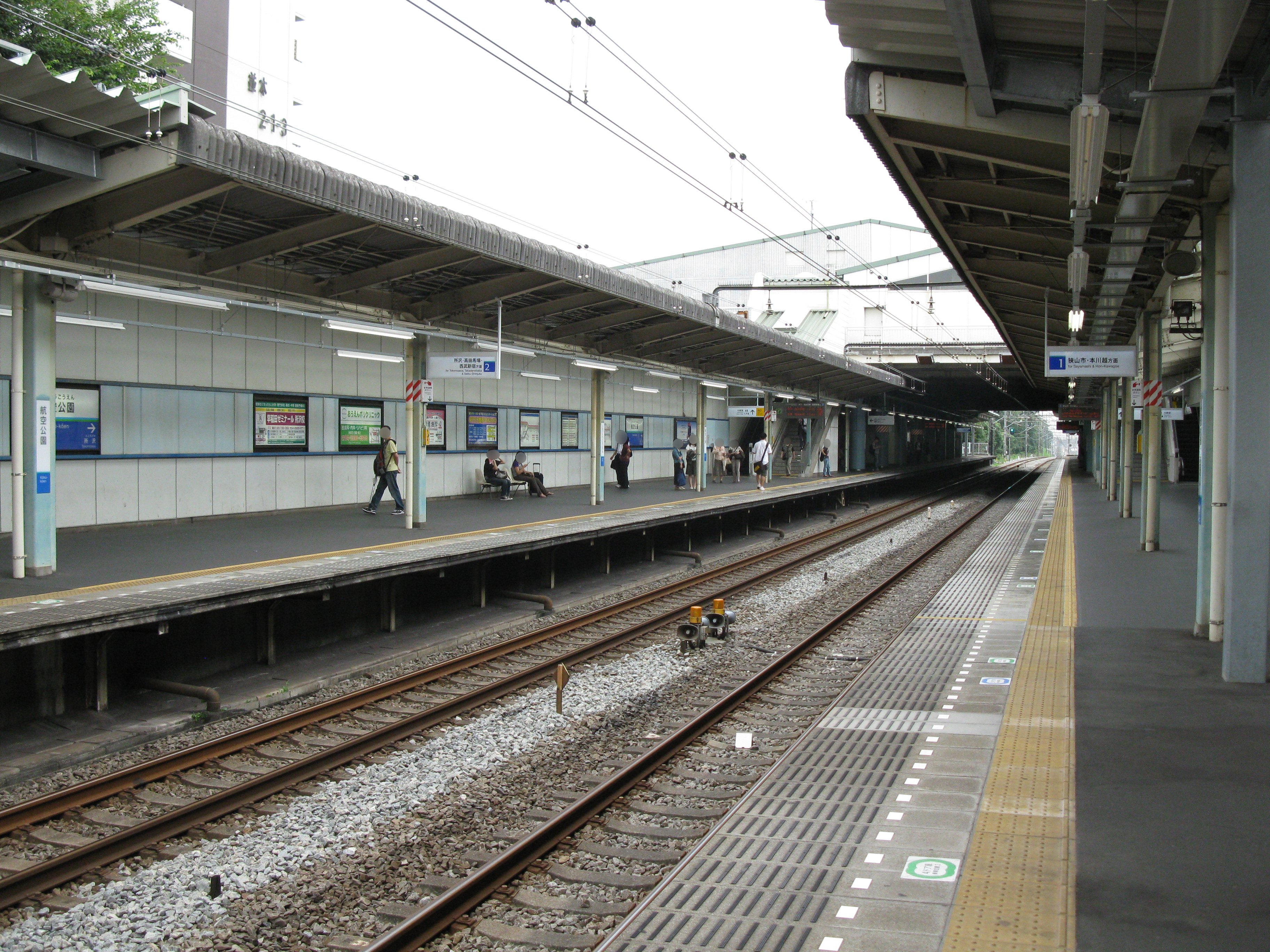
ホーム（2009年8月）

| ホーム | 路線   | 方向 | 行先                                   |
| ------ | ------ | ---- | -------------------------------------- |
| 1      | 新宿線 | 下り | 狭山市・本川越方面                     |
| 2      | 新宿線 | 上り | 所沢・高田馬場・西武新宿（国分寺）方面 |

（出典：西武鉄道:駅構内図）
- ホーム（2009年8月）

## 利用状況
- 西武鉄道 - 2024年度の1日平均乗降人員は23,946人である[西武 1]。
西武鉄道全92駅中42位。

近年の1日平均乗降・乗車人員の推移は下記の通りである。
| 年度               | 1日平均 乗降人員 | 1日平均 乗車人員 | 出典              |
| ------------------ | ---------------- | ---------------- | ----------------- |
| 1990年（平成02年） | 21,481           | 10,920           |                   |
| 1991年（平成03年） | 23,164           | 11,812           |                   |
| 1992年（平成04年） | 24,200           | 12,377           |                   |
| 1993年（平成05年） | 26,749           | 13,766           |                   |
| 1994年（平成06年） | 27,965           | 14,283           |                   |
| 1995年（平成07年） | 28,775           | 14,381           |                   |
| 1996年（平成08年） | 28,426           | 14,259           |                   |
| 1997年（平成09年） | 28,117           | 14,064           |                   |
| 1998年（平成10年） | 27,725           | 13,892           |                   |
| 1999年（平成11年） | 27,496           | 13,775           | [ 埼玉県統計 1 ]  |
| 2000年（平成12年） | 27,476           | 13,705           | [ 埼玉県統計 2 ]  |
| 2001年（平成13年） | 27,387           | 13,584           | [ 埼玉県統計 3 ]  |
| 2002年（平成14年） | 27,606           | 13,673           | [ 埼玉県統計 4 ]  |
| 2003年（平成15年） | 28,007           | 13,880           | [ 埼玉県統計 5 ]  |
| 2004年（平成16年） | 28,005           | 13,855           | [ 埼玉県統計 6 ]  |
| 2005年（平成17年） | 27,869           | 13,796           | [ 埼玉県統計 7 ]  |
| 2006年（平成18年） | 27,841           | 13,774           | [ 埼玉県統計 8 ]  |
| 2007年（平成19年） | 27,682           | 13,783           | [ 埼玉県統計 9 ]  |
| 2008年（平成20年） | 27,939           | 13,913           | [ 埼玉県統計 10 ] |
| 2009年（平成21年） | 28,373           | 14,157           | [ 埼玉県統計 11 ] |
| 2010年（平成22年） | 27,450           | 13,768           | [ 埼玉県統計 12 ] |
| 2011年（平成23年） | 27,399           | 13,672           | [ 埼玉県統計 13 ] |
| 2012年（平成24年） | 27,648           | 13,830           | [ 埼玉県統計 14 ] |
| 2013年（平成25年） | 28,076           | 14,085           | [ 埼玉県統計 15 ] |
| 2014年（平成26年） | 28,006           | 14,045           | [ 埼玉県統計 16 ] |
| 2015年（平成27年） | 28,448           | 14,266           | [ 埼玉県統計 17 ] |
| 2016年（平成28年） | 28,333           | 14,196           | [ 埼玉県統計 18 ] |
| 2017年（平成29年） | 27,956           | 14,024           | [ 埼玉県統計 19 ] |
| 2018年（平成30年） | 27,404           | 13,756           | [ 埼玉県統計 20 ] |
| 2019年（令和元年） | 24,494           | 12,288           | [ 埼玉県統計 21 ] |
| 2020年（令和02年） | 18,679           | 9,374            | [ 埼玉県統計 22 ] |
| 2021年（令和03年） | 20,480           |                  |                   |
| 2022年（令和04年） | 22,428           |                  |                   |
| 2023年（令和05年） | 23,394           |                  |                   |
| 2024年（令和06年） | 23,946           |                  |                   |

## 駅周辺

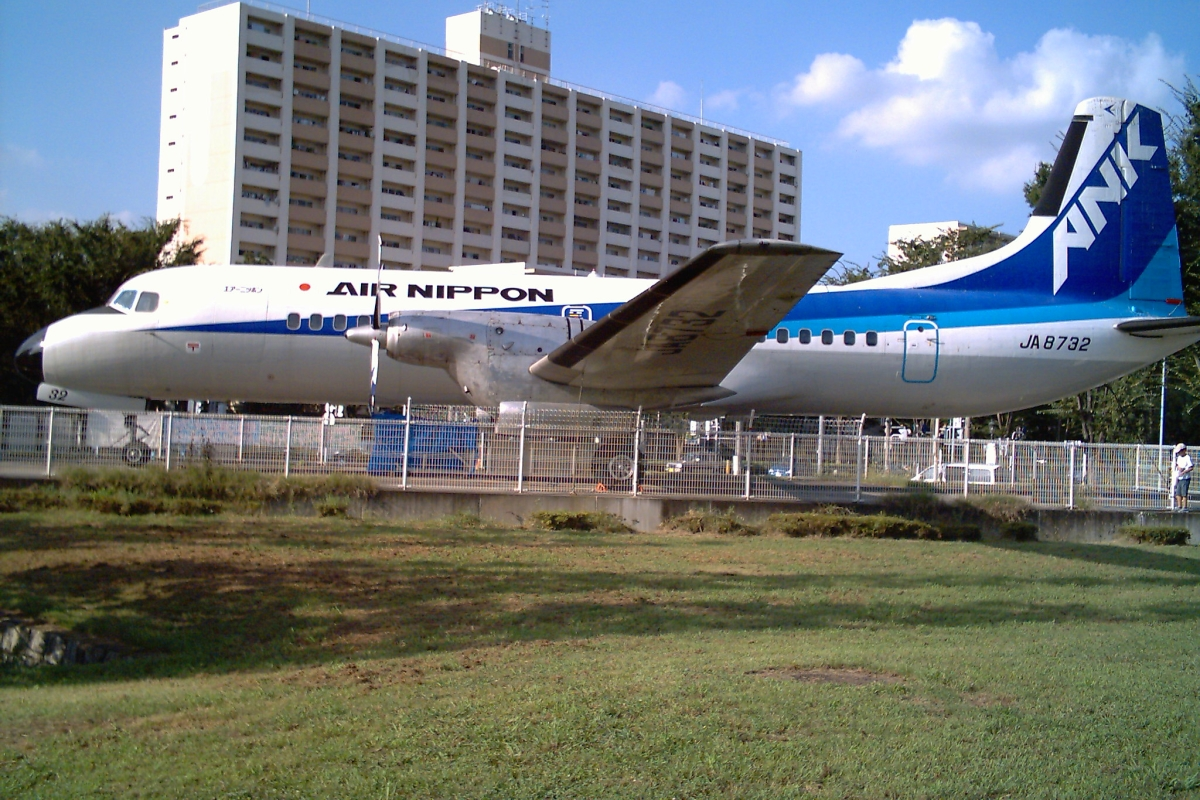
東口駅前広場で保存されている元エアーニッポンのYS-11（2006年9月10日）

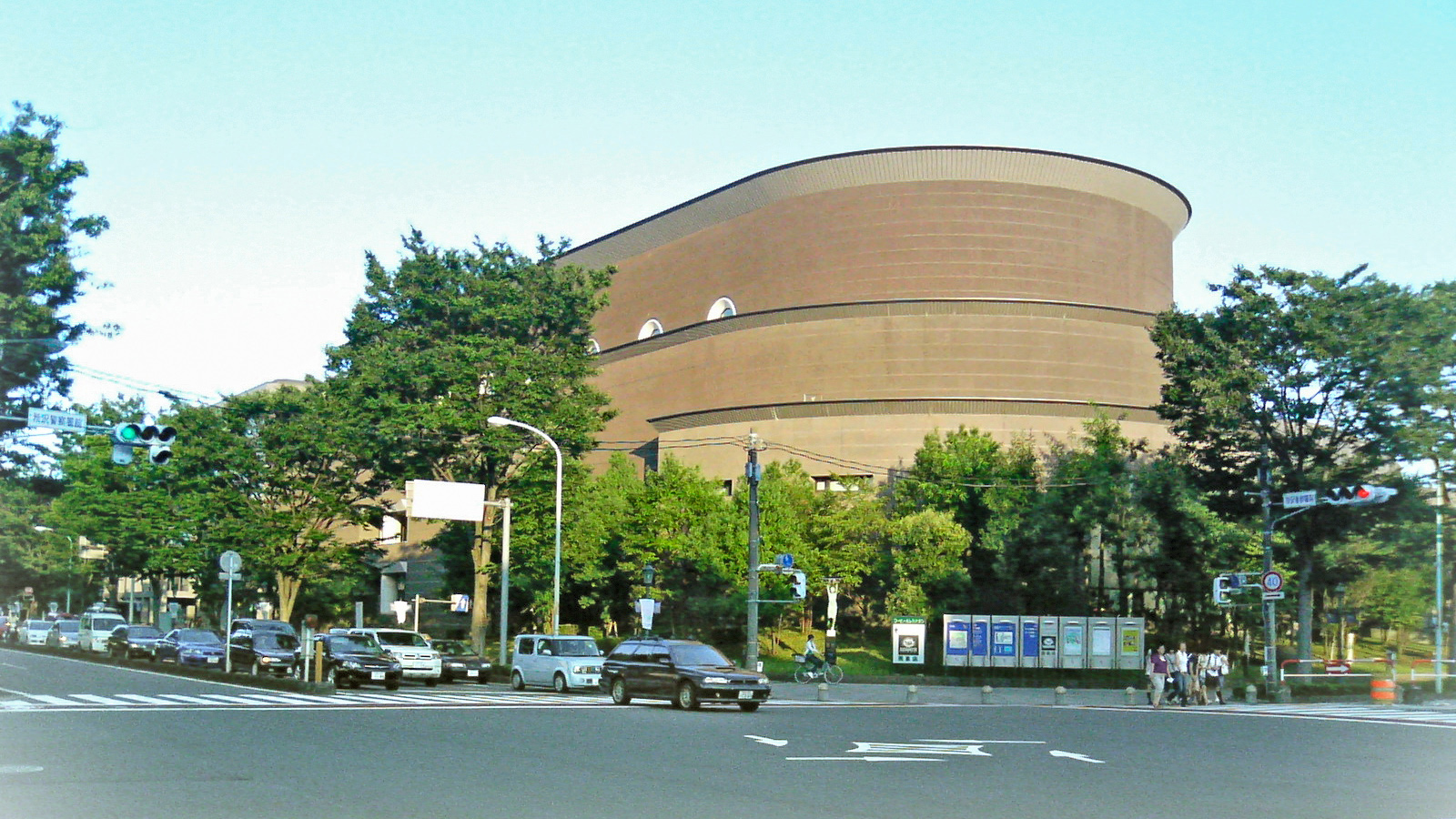
所沢市民文化センター ミューズ

東口には所沢市の官庁街が広がる。付近に航空記念公園があり、休日は家族連れなどで賑わう。
駅前にはかつてエアーニッポンで運行されていたYS-11（機体記号 JA8732）が静態保存されており、年に何度か内部の見学会が行われている。
西口周辺は古くからの住宅街で、コンビニエンスストア以外の店舗は少ない。

### 駅構内店舗
出店店舗の詳細は西武プロパティーズ公式サイト「航空公園駅の店舗情報」を参照。

### 東口
- 所沢パークタウン商店街
- わらわら 航空公園店（トータルフィットネスクラブ）
- 所沢市役所
- 所沢市立所沢図書館
- 所沢郵便局
  - ゆうちょ銀行 所沢店
- 所沢警察署
- 所沢税務署
- さいたま地方法務局 所沢支局
- 所沢簡易裁判所
- 所沢区検察庁
- 所沢労働基準監督署
- 所沢公共職業安定所（ハローワーク所沢）
- 埼玉県西部地域振興センター
- 所沢航空記念公園（航空公園）
  - 所沢航空発祥記念館
  - 東京航空交通管制部
  - 所沢市民文化センター ミューズ
- 在日米軍 所沢通信基地
- 防衛医科大学校
- 防衛医科大学校病院
- 国立障害者リハビリテーションセンター
- 環境省 環境調査研修所
- 所沢市立並木小学校
- 所沢市立中央中学校
- 所沢市生涯学習推進センター
- 所沢聖地霊園

### 西口
- 山の上公園
- 所沢市立明峰小学校
- 所沢市立所沢中学校
- 秋草学園短期大学
- 所沢市水道部
- 所沢第一浄水場
- Joshinアウトレット 所沢店
- 国道463号
- 埼玉県道6号川越所沢線
- 所澤神明社（宮本町）
- ヤオコー 所沢有楽町店
- 所沢ハーティア
  - 所沢市役所 所沢まちづくりセンター
  - 所沢市中央公民館
  - 所沢市立図書館 所沢分館
  - 所沢商工会議所
  - 一般社団法人所沢法人会
- 東京西武学館（日本航空高等学校技能連携校）
- LITALICOワークス所沢

### バス
バスターミナルは東口側にあり、西武バスにより運行される以下の路線が発着する。

#### 路線バス
- 所20-1：所沢駅西口行／並木通り団地行
- 所20-3：並木通り団地行(深夜バスあり)
- 新所03：並木通り団地・所沢ニュータウン経由新所沢駅東口行
- 所57：エステシティ所沢行／所沢駅東口行
- 航01：エステシティ所沢行
- 所56：所沢駅東口行
- 航02：東所沢駅行

#### コミュニティバス
所沢市内循環バス「ところバス」
- 東路線松井循環コース こぶし町中央・東所沢駅方面行
- 東路線柳瀬コース 卸売市場方面東所沢駅行
- 西路線新所沢・狭山ヶ丘コース 新所沢駅西口経由小手指駅北口・ 狭山ヶ丘駅東口行
- 南路線山口循環コース 西所沢駅入口・上山口・所沢駅西口方面行
- 北路線富岡循環コース 所沢ニュータウン・富岡まちづくりセンター方面行

## 隣の駅
西武鉄道
 新宿線
■通勤急行・■快速急行（土休日下りのみ）
通過
■急行・■準急・■各駅停車
所沢駅 (SS22) - 航空公園駅 (SS23) - 新所沢駅 (SS24)